# Штриттматтер, Эва
Эва Штриттматтер (нем. Eva Strittmatter, 8 февраля 1930 — 3 января 2011) — немецкая писательница и поэтесса, супруга Эрвина Штриттматтера. Её сборники стихов были проданы миллионами экземпляров, что, как сообщается, сделало её самой успешной немецкой поэтессой второй половины 20-го века.

## Биография
Эва Штриттматтер родилась 8 февраля 1930 в Нойруппине.
В 1947-1951 годах, после окончания школы, изучала германистику, романистику и педагогику в университете имени Гумбольдта.
С 1951 года работала в Союзе писателей ГДР, в 1953—1954 годах была редактором издательства детской литературы. В 1953 году стала членом редакционного совета журнала Neue deutsche Literatur. Она вышла замуж за Эрвина Штриттматтера в 1956 году. Один из их сыновей, Эрвин Бернер (род. 1953), стал актёром и писателем. 
На русском языке вышла книга «В жаворонковой стране».

## Премии
- 1975 — Премия Генриха Гейне
- 1998 — Премия Вальтера Бауэра
- 2010 — Орден «За заслуги» (земля Бранденбург)

## Книги
В жаворонковой стране / Ich schwing mich auf die Schaukel (1975, рус. перевод 1980)
- Ренгха  Родевилл нем. Zwischenspiel – Lyrik, Fotografie. Zusammen mit Eva Strittmatter. Plöttner Verlag, Leipzig 2010 (Интерлюдия - лирика, фотография. Вместе с Евой Штриттматер. Plöttner Verlag, Лейпциг, значения 2010)